# 国际实用温标
国际实用温标，是一个国际协议性温标，它与热力学温标相接近，而且复现精度高，使用方便。国际计量委员会在18届国际计量大会第七号决议授权予1989年会议通过了1990年国际温标ITS-90。

## 温度单位
热力学温度（符号为T）是基本物理量，它的单位为开尔文（符号为K），定义为水三相点的热力学温度的1/273.16。由于以前的温标定义中，使用了与273.15K（冰点）的差值来表示温度，因此现在仍保留这个方法。
根据定义，摄氏度的大小等于开尔文，温差亦可以用摄氏度或开尔文来表示。
国际温标ITS-90同时定义国际开尔文温度（符号为T90）和国际摄氏温度（符号为t90）。

## 国际温标ITS-90的通则
ITS-90由0.65K向上到普朗克黑體輻射定律使用单色辐射实际可测量的最高温度。ITS-90是这样制订的，即在全量程中，任何温度的T90值非常接近于温标采纳时T的最佳估计值，与直接测量热力学温度相比，T90的测量要方便得多，而且更为精密，并具有很高的复现性。

## ITS-90的定义
- 第一温区为0.65K到5.00K之间，T90由3He和4He的蒸气压与温度的关系式来定义。
- 第二温区为3.0K到氖三相点（24.5661K）之间T90是用氦气体温度计来定义。
- 第三温区为平衡氢三相点（13.8033K）到银的凝固点（961.78℃）之间，T90是由铂电阻温度计来定义。它使用一组规定的定义固定点及利用规定的内插法来分度。
- 银凝固点（961.78℃）以上的温区，T90是按普朗克辐射定律来定义的，复现仪器为光学高温计。